# مارك بليك
مارك بليك (بالإنجليزية: Mark Blake)‏ (17 ديسمبر 1967 ببورتسموث في المملكة المتحدة - ) هو لاعب كرة قدم بريطاني في مركز الدفاع. لعب مع شروزبري تاون وكولتشستر يونايتد ونادي ساوثهامبتون ونادي فولهام ونادي كان وWinchester City F.C. ‏ ونادي ألدرشوت تاون.

## وصلات خارجية
- مارك بليك على موقع قاعدة بيانات كرة القدم.إي يو (الإنجليزية)
- مارك بليك على موقع Soccerbase.com (لاعب) (الإنجليزية)